# Niederösterreichischer Kulturpreis
Der Niederösterreichische Kulturpreis ist ein Preis der niederösterreichischen Landesregierung, der jährlich vergeben wird.

## Kulturpreis
Der Kulturpreis ist aufgeteilt in einen Würdigungs- und einen Anerkennungspreis und wird seit dem Jahr 1960 an Künstler verliehen. Die einzelnen Kategorien, in denen jeweils Preise verliehen werden, sind:
- Bildende Kunst
- Darstellende Kunst
- Literatur
- Medienkunst
- Musik
- Volkskultur und Kulturinitiativen.

In manchen Jahren werden auch Sonderpreise in anderen Sparten vergeben, wie Grafikdesign im Jahr 2009.
Bis zum Jahr 2010, dem 50. Jahr der Verleihung, wurden bereits über 1.000 Personen ausgezeichnet. Das Preisgeld für den Würdigungspreis beträgt 11.000 Euro, für den Anerkennungspreis 4.000 Euro.

## Architektur
| Jahr | Würdigungspreis                                                 | Förderungspreis   | Anerkennungspreis |
| ---- | --------------------------------------------------------------- | ----------------- | ----------------- |
| 1994 | Johannes Spalt                                                  | Franziska Ullmann |                   |
| 1996 | Otto Kapfinger                                                  |                   |                   |
| 1998 | Hermann Czech                                                   |                   | Rudolf Prohazka   |
| 2000 | Karin Bily-Katzberger, Paul Katzberger (* 1957), Michael Loudon |                   | Walter Zschokke   |
| 2002 | Adolf Krischanitz                                               |                   |                   |
| 2004 | Anton Schweighofer                                              |                   |                   |
| 2006 | Walter Zschokke                                                 |                   |                   |
| 2008 | Ernst Beneder                                                   |                   |                   |
| 2010 | Walter Stelzhammer                                              |                   |                   |
| 2012 | Martha Enriquez-Reinberg und Georg W. Reinberg                  |                   |                   |
| 2014 | ORTE Architekturnetzwerk Niederösterreich                       |                   |                   |

## Nach Jahren

### Preisträger 2004
- Bildende Kunst: Hermann Nitsch (Würdigungspreis); Petra Buchegger, Veronika Dirnhofer (Anerkennungspreise)
- Literatur: Josef Haslinger (Würdigungspreis); Andreas Nastl, Herbert J. Wimmer (Anerkennungspreise)
- Medienkunst (Künstlerische Fotografie): Elfriede Mejchar (Würdigungspreis); Iris Andraschek, Robert Zahornicky (Anerkennungspreise)
- Musik: Karlheinz Essl (Würdigungspreis); Germán Toro Pérez, Christoph Cech (Anerkennungspreise)
- Volkskultur und Kulturinitiativen: Walter Deutsch (Würdigungspreis); Tourismusverein Großkrut, „Together“  (Anerkennungspreise)
- NÖ Kinokultur (Sonderpreis 2004): Cinema Paradiso (Würdigungspreis); Filmclub Dekate Wiener Neustadt, Filmclub Drosendorf (Anerkennungspreise)[4]

### Preisträger 2005
- Bildende Kunst: Franz Xaver Ölzant (Würdigungspreis); Michael Höpfner, Andrea Kalteis (Anerkennungspreise)
- Literatur: Peter Henisch (Würdigungspreis); Brigitte Sasshofer, Silke Hassler (Anerkennungspreise)
- Darstellende Kunst: Harald Gugenberger (1953–2015)[5] (Würdigungspreis); Mödlinger Puppentheater, STP Hip Hop Project (Anerkennungspreise)
- Medienkunst (Sparte Dokumentarfilm): Ulrich Seidl (Würdigungspreis); Karin Berger, Othmar Schmiderer (Anerkennungspreise)
- Musik: Paul Walter Fürst (Würdigungspreis); Bernhard Lang, Agnes Heginger (Anerkennungspreise)
- Volkskultur und Kulturinitiativen: Christoph Dangl (Würdigungspreis); Passionsspiele Kirchschlag, Volkstanzgemeinschaft St. Leonhard am Forst und Ruprechtshofen (Anerkennungspreise)[6]

### Preisträger 2007
- Bildende Kunst: Franz Grabmayr
- Literatur: Gerald Szyszkowitz
- Darstellende Kunst: Piero Bordin
- Medienkunst: Joerg Burger
- Design – Sonderpreis 2007: Martina Zwölfer
- Musik: Herwig Reiter
- Volkskultur und Kulturinitiativen: Ferdinand Altmann[7]

### Preisträger 2008
- Bildende Kunst: Gelitin – Judith Fegerl und Mag. Martina Golser
- Literatur: Helmut Peschina – Robert Seethaler und Beatrix M. Kramlovsky
- Architektur: Ernst Beneder – Irene Ott-Reinisch / Franz Sam und sammerstreeruwitz
- Medienkunst (Künstlerische Fotografie): Hans Kupelwieser – Thomas Freiler und Birgit Graschopf
- Präsentation und Vermittlung zeitgenössischer bildender Kunst (Non-Profit Galerien) (Sonderpreis): Galerie Thurnhof – die Niederösterreichische Initiative für Foto und Medienkunst FLUSS und der Kunstverein Baden
- Musik: Wolfram Wagner – das Scheibbser Kammerorchester und Wilfried Satke
- Volkskultur und Kulturinitiativen Gesine Tostmann – Joachim Künzel und Lames

### Preisträger 2009
- Bildende Kunst: Christine und Irene Hohenbüchler – Nikolaus Gansterer und Mag. Clemens Fürtler
- Darstellende Kunst: Peter Gruber – Traude Kossatz und Kim Duddy
- Grafikdesign (Sonderpreis): Erwin K. Bauer – Sito Schwarzenberger und Mag. Maximilian Sztatecsny
- Literatur: Ferdinand Schmatz – Barbara Neuwirth und Ulrike Kotzina
- Medienkunst: Constanze Ruhm – Markus Wintersberger und Ricarda Denzer
- Musik: Maximilian Kreuz – Philharmonie Marchfeld und das Sinfonische Blasorchester der Musikschule Retz
- Volkskultur und Kulturinitiativen: Friedrich Gall und Friedl Umschaid – Frauenkompott und der Krippenverein bzw. das Krippenmuseum Vösendorf

### Preisträger 2010
- Bildende Kunst: Franziska Weinberger und Lois Weinberger – Katarina Matiasek und Nikola Hansalik
- Literatur: Gerhard Jaschke – Regina Hilber und Ewald Baringer
- Architektur: Walter Stelzhammer – Gabu Heindl und Arquitectos ZT KEG
- Medienkunst/Spielfilm: Wolfgang Murnberger – Jessica Hausner und Michael Kitzberger
- Kunst im öffentlichen Raum (Sonderpreis): Iris Andraschek und Hubert Lobnig – Regula Dettwiler und Michael Kienzer
- Musik: Otto Kargl – Sonja Huber und Harry Sokal
- Volkskultur und Kulturinitiativen: Helga Hofer und Anton Hofer – funkundküste-Institut für künstlerische Ausdrucksweisen und die Eibesthaler Passion
- Innovation und Forschung in Museen Niederösterreichs/Jubiläumspreis: Albert Hackl (1928–2025)[8] – Museum Hohenau an der March und die Krahuletz-Gesellschaft Eggenburg

### Preisträger 2011
- Bildende Kunst: Würdigungspreis: Gunter Damisch, Anerkennungspreise: Thomas Baumann, Christina Starzer
- Darstellende Kunst: Würdigungspreis: Isabella Suppanz, Anerkennungspreise: Alexander Hauer, Ballett St. Pölten
- Erwachsenenbildung: Würdigungspreis: Hans Ströbitzer, Anerkennungspreise: ARCHE NOAH, SOG. THEATER
- Literatur: Würdigungspreis: Herbert J. Wimmer, Anerkennungspreise: Barbara Pumhösl, Franz Hammerbacher
- Medienkunst (künstlerische Fotografie): Würdigungspreis: Robert F. Hammerstiel, Anerkennungspreise: Eva Brunner-Szabo, Tatiana Lecomte
- Musik: Würdigungspreis: Bernd Richard Deutsch, Anerkennungspreise: Michael Bruckner-Weinhuber, Bauchklang
- Volkskultur und Kulturinitiativen: Würdigungspreis: Leopold Schabauer, Anerkennungspreise: Amstettner Musikanten & Mostviertler Birnbeitler, Wellenklænge, Lunz am See
- Sonderpreis 2011 – Archäologie (museale Präsentationen, museumspädagogische Aktivitäten in der Archäologie und archäologisches Handwerken): Würdigungspreis: Manfred Kandler, Anerkennungspreise: Sandra Sam, Ronald Risy[9]

### Preisträger 2012
- Bildende Kunst: Würdigungspreis: Alois Mosbacher, Anerkennungspreise: Judith Simone Saupper und Katrin Hornek
- Darstellende Kunst: Würdigungspreis: Isabella Suppanz, Anerkennungspreise: Alexander Hauer, Ballett St. Pölten
- Erwachsenenbildung: Würdigungspreis: Helmut Hagel, Anerkennungspreise: Arbeitsgruppe Strasshof und Bildungs- und Heimatwerk Niederösterreich
- Architektur: Würdigungspreis: Martha Enriquez Reinberg und Georg W. Reinberg, Anerkennungspreise: t-hoch-n Ziviltechniker GmbH – Binder, Wiesinger, Pichler, die Architekten Karl Langer und Georg Schumacher
- Literatur: Würdigungspreis: Marlene Streeruwitz, Anerkennungspreise: Cornelia Travnicek und Gertraud Klemm
- Medienkunst (Experimental- und Animationsfilm): Würdigungspreis: Ferry Radax, Anerkennungspreise: Benjamin Swiczinsky und Johannes Schiehsl (A).
- Musik: Würdigungspreis: Roland Neuwirth, Anerkennungspreise: Robert Lehrbaumer und Martin Ptak
- Volkskultur und Kulturinitiativen: Würdigungspreis: Rudolf Pietsch, Anerkennungspreise: DUM – Das ultimative Magazin sowie der Kulturhof Amstetten
- Sonderpreis für Revitalisierung denkmalgeschützter Altsubstanz Würdigungspreis: Wehdorn Architekten Ziviltechniker GmbH; Anerkennungspreise: I-m-d-Architekten, Gerhard Lindner[10]

### Preisträger 2013
- Bildende Kunst: Würdigungspreis: Rudolf Polanszky, Anerkennungspreise: Moussa Kone, Maria Temnitschka
- Darstellende Kunst: Würdigungspreis: Robert Herzl, Anerkennungspreise: Erich Schwab, Festival Retz
- Literatur: Würdigungspreis: Friederike Mayröcker, Anerkennungspreise: Gabriele Petricek, Isabella Feimer
- Medienkunst: Würdigungspreis: Elisabeth Schimana, Anerkennungspreise: Volkmar Klien, Johann Lurf
- Musik: Würdigungspreis: Christoph Cech, Anerkennungspreise: Heinz Ferlesch, Viola Falb
- Volkskultur und Kulturinitiativen: Würdigungspreis: Helga Maria Wolf, Anerkennungspreise: Familienmusik Zehetner, pink noise – Verein zur Förderung feministisch popkultureller Aktivitäten
- Öffentliche Bibliotheken in Niederösterreich: Würdigungspreis: Bücherei der Marktgemeinde Eichgraben, Anerkennungspreise: Stadtbücherei »am stiergraben« Neunkirchen, Öffentliche Bücherei Bildungshaus Schloss Großrußbach
- Erwachsenenbildung: Würdigungspreis: Helmut Haberfellner, Anerkennungspreise: Stift Klosterneuburg und Essl Museum, Katholisches Bildungswerk der Diözese St. Pölten[11]

### Preisträger 2014
- Architektur: Würdigungspreis: ORTE Architekturnetzwerk Niederösterreich, Anerkennungspreise: franz, Siegrun Appelt
- Bildende Kunst: Würdigungspreis: Rudolf Goessl, Anerkennungspreise: Fritz Ruprechter, Peter Kozek
- Erwachsenenbildung: Würdigungspreis: Verein für Landeskunde von Niederösterreich, Anerkennungspreise: Verein SELBSTlaut, KultURverein GrünbacherHOF – URHOF 20
- Literatur: Würdigungspreis: Zdenka Becker, Anerkennungspreise: Gudrun Büchler, Reinhard Wegerth
- Medienkunst: Würdigungspreis: Robert Zahornicky, Anerkennungspreise: Fritz Simak, Eva-Maria Raab
- Musik: Würdigungspreis: Karen Eileen Ludwiga De Pastel, Anerkennungspreise: Vahid Khadem-Missagh, Ursula Erhart-Schwertmann und Edda Andrea Graf
- Volkskultur und Kulturinitiativen: Würdigungspreis: Johann Wöhrer, Anerkennungspreise: Netzwerk der Mostviertler Volksmusikanten, Kulturwerkstatt Hirschbach
- Sonderpreis 2014 – Innovative Kultur- und Wissenschaftsvermittlung für junge Menschen: Würdigungspreis: Gabriele Stöger, Anerkennungspreise: Robert Krickl, Christina Foramitti[12]

### Preisträger 2015
- Bildende Kunst: Würdigungspreis: Brigitte Kowanz, Anerkennungspreis: Lisa Kunit, Stephanie Pflaum
- Literatur: Würdigungspreis: Robert Menasse, Anerkennungspreis: Isabella Breier, Robert Kraner
- Darstellende Kunst: Würdigungspreis: Mimi Wunderer-Gosch, Anerkennungspreis: Jugendstil (Theater, Kunst und Kultur für Jugendliche); Rabauki (Verein zur Förderung von Theater, Kunst und Kultur für Kinder)
- Kunstfilm (künstlerischer Spielfilm oder künstlerischer Dokumentarfilm): Würdigungspreis: Manfred Neuwirth, Anerkennungspreis: Christine Moderbacher, Katharina Posch, Daniel Hoesl
- Musik: Würdigungspreis: Franz Thürauer, Anerkennungspreis: LA BIG BAND, Daniel Muck
- Volkskultur und Kulturinitiativen: Würdigungspreis: Norbert Hauer, Anerkennungspreis: Passionsspiele Dorfstetten, FineArt Galerie Traismauer
- Erwachsenenbildung (Franz Stangler-Gedächtnispreis): Würdigungspreis: Hans Rupp, Anerkennungspreis: Öffentliche Bücherei Sitzenberg-Reidling, AGRAR PLUS GmbH
- Kultur- und Wissenschaftsjournalismus – Sonderpreis 2015: Würdigungspreis: Erich Klein, Anerkennungspreis: Sabine Daxberger-Edenhofer, Ewald Baringer[13][14][15]

### Preisträger 2016
- Bildende Kunst: Würdigungspreis: Hermann Josef Painitz, Anerkennungspreis: Andreas Werner, Jakob Lena Knebl
- Literatur: Würdigungspreis: Gerhard Ruiss, Anerkennungspreis: Daniela Meisel, Marlen Schachinger
- Architektur: Würdigungspreis: Maria Auböck und János Kárász, Anerkennungspreis: gerner°gerner plus und Andreas Breuss
- Medienkunst: Würdigungspreis: GRAF+ZYX, Anerkennungspreis: Katarina Matiasek, Ulrich Kühn
- Musik: Würdigungspreis: Michael Salamon, Anerkennungspreis: Gilbert Handler, Klarinettenquartett Mocatheca
- Volkskultur und Kulturinitiativen: Würdigungspreis: Ernst Spirk, Anerkennungspreis: SOG. THEATER, ARTSchmidatal Künstlervereinigung
- Erwachsenenbildung: Würdigungspreis: Josef Resch, Anerkennungspreis: Verein „Die Österreichische Bernsteinstraße“, Katholisches Bildungswerk Wien für Niederösterreich
- Sonderpreis: Würdigungspreis: Ernst Wurz, Anerkennungspreis: Birgit Kainz, Peter Kainz, Conrad Heßler[16]

### Preisträger 2017
- Bildende Kunst: Würdigungspreis: Jakob Gasteiger, Anerkennungspreis: Barbara Kapusta und Stefan Zsaitsits
- Darstellende Kunst: Würdigungspreis: Johann Kropfreiter, Anerkennungspreis: Anna Katharina Bernreitner und Johannes C. Hoflehner
- Künstlerische Fotografie: Würdigungspreis: Margherita Spiluttini, Anerkennungspreis: Caroline Heider und Michael Part
- Erwachsenenbildung: Würdigungspreis: Gudrun Biffl, Anerkennungspreis: Edith Schroll und Katholisches Bildungswerk der Diözese St. Pölten
- Literatur: Würdigungspreis: Alfred Komarek, Anerkennungspreis: Richard Schuberth und Simone Hirth Seidl
- Musik: Würdigungspreis: Jo Aichinger, Anerkennungspreis: Ines Schüttengruber und Judith Unterpertinger
- Volkskultur und Kulturinitiativen: Würdigungspreis: Edda Mayer-Welley, Anerkennungspreis: JazzClub Drosendorf und Alma
- Kultur verbindet Kulturen – Sonderpreis 2017: Würdigungspreis Verein KASUMAMA, Anerkennungspreis: BiondekBühne Baden und Verein Grenzenlos St. Andrä-Wördern[17]

### Preisträger 2018
- Medienkunst, Experimental- und Animationsfilm: Würdigungspreis: Eve Heller, Anerkennungspreis: Christina Perschon und Victoria Schmid[18][19]
- Bildende Kunst: Würdigungspreis: Ernst Skrička, Anerkennungspreis: Ines Hochgerner und Christina Werner
- Erwachsenenbildung: Würdigungspreis: Rosemarie Rupp, Anerkennungspreis: Bob Martens und Herbert Peter; Verschönerungsverein Eichenbrunn
- Musik: Würdigungspreis: Christian Altenburger, Anerkennungspreis: Hannes Raffaseder; Verein „Podium Festival Österreich“
- Volkskultur und Kulturinitiativen: Würdigungspreis: Isolde Kerndl, Anerkennungspreis: Familiengesang Knöpfl; Forumschlosswolkersdorf
- Literatur: Würdigungspreis: Ilse Helbich, Anerkennungspreis: Milena Michiko Flašar, Magda Woitzuck
- Sonderpreis für hochwertiges Bauen in sensibler Umgebung: Würdigungspreis: Christian Jabornegg und András Pálffy, Anerkennungspreis: Barbara und Christoph Beranek-Pauschitz; Horst Zauner
- Architektur: Würdigungspreis: the next EnterpriseArchitects (Marie-Therese Harnoncourt und Ernst J. Fuchs), Anerkennungspreis: Franz Gschwantner; poppe*prehal Architekten

### Preisträger 2019
- Bildende Kunst: Würdigungspreis: Margot Pilz, Anerkennungspreis: Christa Biedermann und Catrin Bolt[20]
- Darstellende Kunst: Würdigungspreis: Josef Hader, Anerkennungspreis: Lastkrafttheater und Christina Gegenbauer
- Erwachsenenbildung: Würdigungspreis: Heimo Cerny, Anerkennungspreis: Institut für Regionalraumkultur RuGuS; Teresa Teufl und Hannah Zinöcker
- Literatur: Würdigungspreis: Walter Grond, Anerkennungspreis: Xaver Bayer und Maria Seisenbacher
- Medienkunst: Würdigungspreis: Alien Productions, Anerkennungspreis: Christine Schörkhuber und Sabine Maier
- Musik: Würdigungspreis: Gottfried Zawichowski, Anerkennungspreis: Clemens Wenger und Lukas Haselböck
- Volkskultur und Kulturinitiativen: Würdigungspreis: Kurt Weckel, Anerkennungspreis: Subetasch und D’Urltaler Sängerrunde
- Sonderpreis: Literaturkreis Podium, Anerkennungspreis: Literaturwerk (Robert Schindel und Robert Kraner) und Kinderbuchhaus im Schneiderhäusl (Renate Habinger)

### Preisträger 2020
- Architektur: Würdigungspreis: Franz&Sue, Anerkennungspreis: nmpd architekten zt gmbh, bevk perovic architekti[21]
- Bildende Kunst: Würdigungspreis: Daniel Spoerri, Anerkennungspreis: Johann Bruckner und Ramesch Daha
- Erwachsenenbildung: Würdigungspreis: Peter Coreth, Anerkennungspreis: Johannes Kammerstätter, Kuratorenteam Hannes Schiel, Vanessa Staudenhirz und Benedikt Wallner
- Literatur: Würdigungspreis: Waltraud Haas, Anerkennungspreis: Mario Wurmitzer und Claudia Tondl
- Medienkunst: Würdigungspreis: Thomas Freiler, Anerkennungspreis: Elisabeth Czihak und Claudia Rohrauer
- Musik: Würdigungspreis: Hans-Joachim Roedelius, Anerkennungspreis: Verena Zeiner und Johanna Doderer
- Volkskultur und Kulturinitiativen: Würdigungspreis: Franz Huber, Anerkennungspreis: Verein Proberaum Scheibbs und Förderverein Eumig Museum
- Sonderpreis: Präsentation und Vermittlung von Zeitgeschichte in Niederösterreich: Würdigungspreis: Friedrich Polleroß, Anerkennungspreis: Verein Museum Hohenau an der March und Verein Lag Bucklige Welt - Wechselland.

### Preisträger 2021
- Darstellende Kunst: Würdigungspreis: Viktoria Schubert[22] Anerkennungspreis: Sophie Aujesky und Handicapped Unicorns Niederösterreich[23]
- Bildende Kunst: Würdigungspreis: Isolde Maria Joham, Anerkennungspreis: Anne Glassner und Philip Patkowitsch
- Erwachsenenbildung: Würdigungspreis: Gerhard Floßmann, Anerkennungspreis: Willkommen – Verein zum Finden einer neuen Heimat und Die Filmchronisten Ötscher:Reich
- Literatur: Würdigungspreis: Martin Pollack, Anerkennungspreis: Sandra Gugić und Andrea Winkler
- Medienkunst: Würdigungspreis: Willi Erasmus, Filmclub Drosendorf, Anerkennungspreis: Kulturverein Film.Kunst.Kino und Andreas Zeugswetter
- Musik: Würdigungspreis: Bijan Khadem-Missagh, Anerkennungspreis: Lukas Lauermann und Jörg Leichtfried
- Sonderpreis für künstlerische und kulturelle Auseinandersetzungen mit der Menschenwürde: Brigitte Tauchner, Verein Sog. Theater, Anerkennungspreis: Sabine Luger und Verena Prenner
- Volkskultur und Kulturinitiativen: Würdigungspreis: Ingeborg Hauser, Anerkennungspreis: Scheibbser 3er und Villa Kunterbunt

### Preisträger 2022
- Bildende Kunst: Würdigungspreis: Thomas Reinhold, Anerkennungspreis: Maria Legat und Carola Dertnig[24][25]
- Architektur: Alexander Hagner und Ulrike Schartner (gaupenraub +/-), Anerkennungspreis: Laurenz Vogel und Eva Rubin
- Erwachsenenbildung: Würdigungspreis: Thomas Hofmann, Anerkennungspreis: Museumsverein Korneuburg und Wolfgang Rechberger
- Literatur: Würdigungspreis: Robert Schindel, Anerkennungspreis: Magdalena Schrefel und Amir Gudarz
- Medienkunst: Würdigungspreis: Paul Horn, Anerkennungspreis: Stefan Tiefengraber sowie Lisa Truttmann
- Musik: Würdigungspreis: Otto Lechner, Anerkennungspreis: Bernhard Wiesinger und Gabriele Proy
- Sonderpreis für Karikatur: Würdigungspreis Bruno Haberzettl, Anerkennungspreis: Gernot Budweiser, Regina Hofer und Leopold Maurer
- Volkskultur und Kulturinitiativen: Würdigungspreis: Marialuise Koch, Anerkennungspreis: Franz Part und Günther Gross von den Galerien Thayaland und Brigitte Temper-Samhaber und Thomas Samhaber vom Festival „Übergänge – Přechody“

### Preisträger 2023
Der Schriftstellerin Eva Rossmann wurde der mit 11.000 Euro dotierte Würdigungspreis für Literatur zuerkannt, den sie aufgrund des Inkrafttretens des Gendererlasses der Landesregierung Mikl-Leitner III ablehnte.
- Bildende Kunst: Würdigungspreis: Franka Lechner, Anerkennungspreise: Markus Hiesleitner und Florian Nährer
- Darstellende Kunst: Würdigungspreis: Beatrix von Schrader, Anerkennungspreise: Moritz Franz Beichl und Verein LEMOUR - Physical Theatre
- Erwachsenenbildung: Würdigungspreis: Angela Lahmer-Hackl, Anerkennungspreise: Johann Pittl und Josef Reisinger
- Literatur: Anerkennungspreise: Cornelia Hülmbauer und Jakob Kraner
- Medienkunst (künstlerische Fotografie): Würdigungspreis: Heidi Harsieber, Anerkennungspreise: Ksenia Yurkova und Verena Andrea Prenner
- Musik: Würdigungspreis: Monika Ballwein, Anerkennungspreise: Philipp Manuel Gutmann und Gina Schwarz
- Volkskultur und Kulturinitiativen: Würdigungspreis: Franz Mayer, Anerkennungspreise: Kulturverein Veik und Tourismusverein Spitz an der Donau
- Sonderpreis: Kunst und Kultur für junge Menschen: Würdigungspreis: Nina Blum, Anerkennungspreise: Wanderklasse / Verein für BauKulturVermittlung und Verein Jugend und Kultur Wiener Neustadt[28]

### Preisträger 2024
- Architektur: Würdigungspreis: Franziska Leeb, Anerkennungspreise: Catharina Theresa Maul, Anja Mönkemöller und Burkhard Kreppel[29][30]
- Bildende Kunst: Würdigungspreis: Josef Kern, Anerkennungspreise: Julia Haugeneder, Paul Petritsch
- Erwachsenenbildung: Würdigungspreis: Elisabeth Vavra, Anerkennungspreise: Katholisches Bildungswerk Wien, Erwin Mayer für das Kreativfest Groß-Reipersdorf und Melitta Schraml
- Literatur: Würdigungspreis: Margit Schreiner Anerkennungspreise: Margit Mössmer, Elisabeth Maria Weilenmann
- Film: Würdigungspreis: Othmar Schmiderer, Anerkennungspreise: Brigitte Weich, Peter Janecek
- Musik: Würdigungspreis: Erwin Ortner, Anerkennungspreise: Sophie Abraham, Eszter Haffner
- Volkskultur und Kulturinitiativen: Würdigungspreis: Eva Kiss, Anerkennungspreise: Karoline Schöbinger-Muck und ENT – Verein zur Förderung von Kunst und Kultur im ländlichen Raum, Stadt Haag
- Sonderpreis: Kultur und Regeneration: Würdigungspreis: Edgar Honetschläger, Anerkennungspreise: Judith Fegerl, Wellenklænge, Lunz am See[30]